# Agnyphantes
Genre
Agnyphantes est un genre d'araignées aranéomorphes de la famille des Linyphiidae.

## Distribution
Les espèces de ce genre se rencontrent en zone holarctique.

## Liste des espèces
Selon World Spider Catalog (version 16.5, 24/07/2015) :
- Agnyphantes arboreus (Emerton, 1915)
- Agnyphantes expunctus (O. Pickard-Cambridge, 1875)

## Publication originale
- Hull, 1932 : Nomenclature of British linyphiid spiders: A brief examination of Simon's French catalogue. Transactions of the Northern Naturalists' Union, vol. 1, p. 104-110.